# Castiraga Vidardo
Castiraga Vidardo (lombardul: Castiràga Vidàrd) település Olaszországban, Lombardia régióban, Lodi megyében. Lakosainak száma 3009 fő (2023. január 1.). Castiraga Vidardo Borgo San Giovanni, Caselle Lurani, Marudo, Salerano sul Lambro és Sant’Angelo Lodigiano községekkel határos.

## Népesség
A település lakossága az elmúlt években az alábbi módon változott:
| Lakosok száma | 2795 | 2836 | 3009 |
|               | 2017 | 2018 | 2023 |